# أندريه فوزنيسينسكي
أندريه أندرييفيتش فوزنيسينسكي (بالروسية: Андре́й Андре́евич Вознесе́нский) شاعر وكاتب سوفيتي روسي، ممثل حركة الستينيين، وهي موجة من المثقفين السوفيت المتميزين أثناء ربيع خروشوف.
يعتبر أندريه فوزنيسينسكي من أكثر كتاب العصر السوفيتي جرأة، وكان يتعرض للنقد من معاصريه، وهدده نيكيتا خروشوف مرة بالترحيل.
قرأ فوزنيسينسكي شعره أمام ملاعب رياضية مليئة بالجمهور، وكان أسلوب إلقائه متميزاً. كان بوريس باسترناك، الذي تلقى جائزة نوبل على روايته الدكتور جيفاغو، أستاذه وملهمه مدة طويلة.
سمي قبل مماته من قبل النقاد والشعب «كلاسيكياً حياً». و«رمز المثقفين السوفيت».

## الجوائز
- جائزة الدولة السوفيتية[2] (1978)
- الإكليل الذهبي[1] (1984)

## روابط خارجية
- أندريه فوزنيسينسكي على موقع IMDb (الإنجليزية)
- أندريه فوزنيسينسكي على موقع الموسوعة البريطانية (الإنجليزية)
- أندريه فوزنيسينسكي على موقع مونزينجر (الألمانية)
- أندريه فوزنيسينسكي على موقع ميوزك برينز (الإنجليزية)